# Victor Fasano
Victor Augusto Duarte Fasano (São Paulo, 2 de setembro de 1958) é um ex-ator e ativista ambiental brasileiro.

## Carreira
Começou a carreira como modelo em 1976, aos dezessete anos, se tornando um dos principais nomes da moda masculina na década de 1980. Estreou na televisão na telenovela Barriga de Aluguel, na Rede Globo, no papel do protagonista Zeca. O ator já fez seis tramas da novelista Glória Perez, tendo sido cinco novelas - Barriga de Aluguel, De Corpo e Alma, O Clone, América e Caminho das Índias - e uma minissérie - Amazônia, de Galvez a Chico Mendes. Outros dois de seus trabalhos também foram Heitor, de Salsa e Merengue (escrita por Miguel Falabella e Maria Carmem Barbosa), e Edmundo, de Torre de Babel, assinada por Sílvio de Abreu, também da Rede Globo.  
Em 2003 integrou a telenovela Canavial de Paixões, do SBT, como o canalha e mulherengo Amador Giácomo. Em 2010 Victor esteve em Ribeirão do Tempo, de Marcílio Moraes, da Rede Record. Foi titular da Secretaria Especial de Proteção e Efetivação dos Animais da cidade do Rio de Janeiro, durante a administração de Cesar Maia.

## Ativismo ambiental
Além de ator é ambientalista dedicado a conservação de florestas e espécies ameaçadas. Sócio fundador do Criadouro Tropicus de espécies ameaçadas com finalidade de reintrodução na natureza. Mais recentemente criou com amigos criadores e cientistas a @Airom_Ambiental, empresa que faz projetos de restauração de flora com objetivo de trazer espécies polinizadoras, aves e mamíferos de volta ao seu ambiente natural, e, também em áreas onde se faz necessária a reintrodução de espécies disseminadoras de sementes.
Premiado e reconhecido nacional e internacionalmente por sua dedicação participou de inúmeros movimentos históricos em favor de preservação das florestas.
Em conjunto com a atriz Christiane Torloni e Juca de Oliveira, atuando em uma minissérie sobre Amazônia criaram o movimento "AMAZONIAPARASEMPRE" que é um site que contém uma carta aberta com informações sobre a devastação da Amazônia, que na época contou com mais de 1 milhão e 300 mil assinaturas coletadas pelo PROJETO AMAZÔNIA PARA SEMPRE que foram entregues no Senado Federal em sessão realizada em 13 de maio de 2009 e posteriormente ao Presidente da Republica.
Em 2018, participou da iniciativa “Rios Limpos para Mares Limpos” do Programa das Nações Unidas para o Meio Ambiente (ONU Meio Ambiente), que reuniu representantes de academia, sociedade civil e setores governamentais na sede da Fundação Amazonas Sustentável (FAS), em Manaus, onde é conselheiro ha cinco anos, defendendo sempre a bandeira das espécies ameaçadas. Para essa campanha foi fotografado como "Cobra Honorato", famosa lenda da cultura Amazônica. A campanha, onde foi fotografada por Rodrigo Tomzheinsky, o ator, dava vida ao senhor da proteção e bondade que habita o fundo do rio e que luta por uma natureza mais justa e sadia. As imagens do projeto que depois chamaria a atenção para o lixo plástico em mares pelo mundo.
Em 2019, juntamente com o Instituto Onça Pintada, criou um selo de certificação para fazendeiro que não matam esses animais. Criou uma movimentação nas redes sociais após divulgar um vídeo em que aparece nadando com Onças nas fazendas da região da Amazônia. Nesse mesmo ano tornou-se membro da Aliança Onça Pintada, grupo que quer mostrar ao Brasil que conservação e produção de alimentos devem caminhar juntos. A ideia proposta é criar um corredor ecológico em toda a extensão do rio Araguaia, unindo todas as populações do carnívoro topo de cadeia da nascente em Goiás até sua foz no Pará.

## Vida pessoal
Em 2012 recebeu o titulo de Yukka Mashã, que significa O Protetor das Florestas, dado por um representante da etnia Dessana e pela etnia dos Tukanos foi denominado de Airom, que significa a "Alma das Florestas".
Em 1995, deu entrevista à revista Veja, na qual ele deu declarações favoráveis ao nazismo e à homofobia. Apenas em 2020, entretanto, a entrevista ficou mais conhecida do grande público. Em 2000, ele ganhou um processo de danos morais contra a mesma revista, após acusar o jornalista Tutty Vasques de agredi-lo moralmente ao chamá-lo de gay. Ele recebeu uma indenização de cerca de 151 mil reais da Editora Abril.
No ano de 2004 se envolveu em uma confusão com Rodrigo Scarpa no Pânico na TV, na qual Victor deu um soco no humorista após não concordar com a forma de trocadilho com que este veio pedir uma entrevista. Disse o ator: "Tudo é possível desde que os protocolos de educação sejam respeitados.” Nunca negou entrevistas nem autógrafos e fotos a ninguém, comenta. No dia 1º de janeiro de 2010, Fasano foi internado com malária no Hospital Barra D'Or, no Rio de Janeiro, tendo contraído a doença durante uma viagem a Atalaia do Norte, no Amazonas. Recebeu alta no dia 3.
Em 2022, após a derrota de Jair Bolsonaro nas eleições presidenciais, Fasano participou de protestos que contestavam a veracidade das urnas eletrônicas. Os protestos, pediam intervenção militar. Junto com ele esteve presente, a também atriz Cássia Kis.

## Filmografia

### Televisão
| Ano     | Título              | Personagem                        | Notas                                                                |
| ------- | ------------------- | --------------------------------- | -------------------------------------------------------------------- |
| 1990    | Barriga de Aluguel  | José Carlos de Alencar (Zeca)     |                                                                      |
| 1990–96 | Globo Ecologia      | Apresentador                      |                                                                      |
| 1991    | Xuper Star          | Ortopedista                       | Especial de fim de ano                                               |
| 1992    | De Corpo e Alma     | Joaquim José Marcondes (Juca)     |                                                                      |
| 1994    | Tropicaliente       | François Vieira da Silva          |                                                                      |
| 1995    | Engraçadinha        | Delegado Sérgio                   |                                                                      |
| 1995    | Cara & Coroa        | Miguel Alcântara Prates           |                                                                      |
| 1997    | Salsa e Merengue    | Heitor Lobato                     | Episódio: "3 de maio"                                                |
| 1998    | Torre de Babel      | Edmundo Falcão                    |                                                                      |
| 1999    | Mulher              | Gustavo                           | Episódio: "Pais Solteiros"                                           |
| 1999    | Força de um Desejo  | Nicolau Prado                     |                                                                      |
| 2000    | Zorra Total         | Olavinho                          | Quadro: "Grace & Olavinho"                                           |
| 2000    | Você Decide         | Toni                              | Episódio: "Olha o Passarinho"                                        |
| 2000    | Sai de Baixo        | Max                               | Episódio: "Até Que o Restaurante Nos Separe"                         |
| 2001    | O Clone             | Otávio Valverde (Tavinho)         |                                                                      |
| 2003    | Canavial de Paixões | Amador Giácomo                    | Episódios: "13–15 de outubro"                                        |
| 2005    | América             | Dr. James Perkins                 |                                                                      |
| 2005    | Sob Nova Direção    | Léo                               | Episódio: "Uma Secretária Sem Futuro"                                |
| 2007    | Amazônia            | Gentil Norberto                   |                                                                      |
| 2007    | Paraíso Tropical    | David                             | Episódios: "13–31 de maio"                                           |
| 2008    | Poeira em Alto Mar  | Capitão Falcon                    |                                                                      |
| 2008    | Toma Lá, Dá Cá      | Tito Morel                        | Episódio: "Nosso Homem Malibu"                                       |
| 2009    | Caminho das Índias  | Dario Albuquerque                 |                                                                      |
| 2010    | Ribeirão do Tempo   | Edward Teixeira Briggs (Teixeira) |                                                                      |
| 2012    | Amazônia            | Apresentador                      |                                                                      |
| 2012    | Balacobaco          | Nestor Brandão                    | Episódios: "4–11 de outubro"                                         |
| 2014    | Milagres de Jesus   | Herodes                           | Episódio: "Barrabás"                                                 |
| 2014    | Plano Alto          | Hernani Moreira                   |                                                                      |
| 2016    | Conselho Tutelar    | Emerson                           | Episódio: "Pequenas e Grandes Vitórias Episódio: "Ninguém Tem Culpa" |